# Markus Mändle
Markus Mändle (* 17. November 1967 in Geislingen an der Steige) ist ein deutscher Wirtschaftswissenschaftler und Prorektor an der Hochschule für Wirtschaft und Umwelt Nürtingen-Geislingen (HfWU).

## Leben und Wirken
In Geislingen aufgewachsen erwarb er das Abitur am Michelberg-Gymnasium und studierte anschließend Wirtschaftswissenschaften an der Universität Hohenheim. Von 1994 bis 1999 war er Wissenschaftlicher Mitarbeiter der Forschungsstelle für Genossenschaftswesen an der Universität Hohenheim. Im Jahr 2000 erfolgte die Promotion mit einer Arbeit über die Existenz und Entwicklung von Wohnungsgenossenschaften. Von 1999 bis 2002 war Mändle Vorstandsassistent und Projektmanager bei der Kreissparkasse Göppingen.
Zum Wintersemester 2002/03 erhielt er einen Ruf auf die Professur für Volkswirtschaftslehre, insbesondere Kooperationswesen an der Hochschule für Wirtschaft und Umwelt Nürtingen-Geislingen (HfWU). Im Jahr 2005 gründete er an dieser Hochschule das Institut für Kooperationswesen (IfK), das er seitdem leitet. In der Akademischen Selbstverwaltung war Mändle von 2006 bis 2007 Studiendekan des Studienganges Immobilienwirtschaft und von 2007 bis 2019 Prodekan der Fakultät Wirtschaft und Recht (FWR). Seit 2019 ist er Prorektor für Karriere und Kooperation der HfWU.
Mändle ist langjähriger Dozent bei verschiedenen Ausbildungseinrichtungen und Mitglied zahlreicher Institutionen und Fachverbände, unter anderem des Instituts für Genossenschaftswesen an der Humboldt-Universität zu Berlin, der Arbeitsgemeinschaft Genossenschaftswissenschaftlicher Institute (AGI), des Vereins für Socialpolitik, der gif Gesellschaft für Immobilienwirtschaftliche Forschung, der European Real Estate Society (ERES) sowie der American Real Estate and Urban Economics Association (AREUEA).
Mändle befasst sich hauptsächlich mit Themen der wirtschaftlichen Kooperation. Zu seinem Forschungsschwerpunkt zählt die Genossenschaft. Er ist Autor und (Mit-)Herausgeber von wissenschaftlichen Publikationen zu volkswirtschaftlichen, immobilienwirtschaftlichen und genossenschaftlichen Themen. Zusammen mit seinem Vater Eduard Mändle (1936–2013) veröffentlichte er 2011 die Neuauflage des Wohnungs- und Immobilien-Lexikons mit über 300 Autoren aus Wissenschaft und Praxis. 2017 wurde von Mändle das 850 Seiten starke Handbuch Immobilienwirtschaft herausgegeben.

## Schriften (Auswahl)
- mit Eduard Mändle: Finanzierungsstrategien für Wohnungsgenossenschaften. Hamburg 1994.

- Existenz und Entwicklung von Wohnungsgenossenschaften – Eine Analyse unter besonderer Berücksichtigung der Neuen Institutionenökonomik und der Gesamtleistungstheorie. Stuttgart-Hohenheim 2000.

- Marktschwächentheorie und Entwicklung der Wohnungsgenossenschaften. In: G. Ebert u. a. (Hrsg.): Kooperative Wirtschaft – Theorie und Praxis. Landsberg/Lech 2001, S. 289–299.

- mit Sascha Hempe: What are the Attitudes of Young People towards Housing Co-operatives in Germany? In: FiBRE Findings in Built and Rural Environments. RICS Research. London, November 2006.

- mit Hansjörg Bach: Immobilienwirtschaftliches Verbandswesen. In: K.-W. Schulte (Hrsg.): Immobilienökonomie. Band IV: Volkswirtschaftliche Grundlagen. München 2008, S. 609–651.

- mit Eduard Mändle: Stichwortgruppe „Genossenschaften“. In: Gabler Wirtschaftslexikon. Wiesbaden 2010.[7]

- mit Ina Wagner: Wohnungsgenossenschaftliche Kooperationen. In: Zeitschrift für das gesamte Genossenschaftswesen, (ZfgG), Band 61, Heft 1/2011, S. 3–18.

- mit Maria-Pia Morrone: Welches Image haben Wohnungsgenossenschaften? Ergebnisse einer empirischen Studie. In: Hohenheimer Genossenschaftsforschung. (HGF), Stuttgart-Hohenheim 2011, S. 89–106.

- The Economics of Housing Co-operatives Externalities. In: International Journal of Co-operative Management, (IJCM), Vol. 6, No. 2, September 2013, S. 25–32.

- Genossenschaftliche Identität in der Dynamik des Marktes – Betrachtungen zum Wesenskern der Wohnungsgenossenschaft. In: J. Laurinkari, R. Schediwy, T. Todev (Hrsg.): Genossenschaftswissenschaft zwischen Theorie und Geschichte. Bremen 2014, S. 645–656.

## Herausgeberschaft
- mit Eduard Mändle: Fachbuchreihe Moderne Immobilienwirtschaft. Lehrbücher für Studium, Fortbildung und Praxis, Hamburg.

- Beiträge zum Kooperationswesen. Schriftenreihe des Instituts für Kooperationswesen an der Hochschule für Wirtschaft und Umwelt (HfWU), Hamburg.

- mit Eduard Mändle: Wohnungs- und Immobilienlexikon. 2. Auflage. Freiburg 2011.

- Handbuch Immobilienwirtschaft. 1. Auflage. Freiburg 2017.